# Вашурін Володимир Олексійович
Володимир Олексійович Вашурін (25 листопада 1950, радянська військова база Порккала-Удд, тепер Фінляндія) — радянський діяч, регулювальник радіоапаратури заводу «Пунане РЕТ» Талліннського виробничого об'єднання радіоелектронної техніки Естонської РСР. Член ЦК КПРС у 1990—1991 роках.

## Життєпис
У 1968 році закінчив середню школу в місті Таллінні.
У 1968—1969 роках — підсобний робітник, у 1969—1973 роках — заготівельник Талліннського заводу радіоелектронної техніки «Пунане РЕТ» Естонської РСР.
З 1973 року — регулювальник радіоапаратури заводу «Пунане РЕТ» Талліннського виробничого об'єднання радіоелектронної техніки міста Таллінн Естонської РСР.
Член КПРС з 1978 року.
Подальша доля невідома.